# Helt sant
Helt sant är ett barnradioprogram i Sveriges Radio P4 som hade premiär den 12 januari 2014. Programmet består av sketcher och humorinslag gestaltade av komiker. Sketchernas olika teman kommer från vetenskapliga ämnen och fakta.

## Komiker
Komiker som medverkat i programmet: Elinor Svensson, Elvira Lander, Camilla Fågelborg, Adrian Boberg, Josefin Johansson, Jonatan Ramel, Jesper Rönndahl, Simon Svensson, Jörgen Lötgård och Isabelle Berglund.